# マリアンネ・キルヒゲスナー

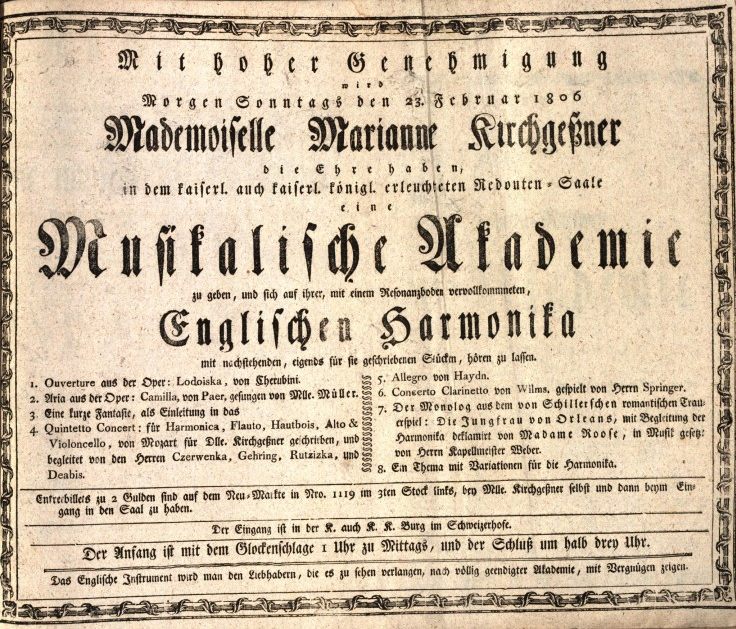
ウィーンでの演奏会の告知(1806年、モーツァルトのグラスハーモニカのための作品K.617を含む)

マリアンネ・キルヒゲスナー（独: Marianne Kirchgeßner、1769年6月5日 - 1808年12月9日）は、ドイツのグラスハーモニカ奏者。ブルッフザール（今日のバーデン＝ヴュルテンベルク州）生まれ、シャフハウゼンで没。

## 生涯
4歳のときに天然痘の後遺症で視力を失った。11歳のとき、カールスルーエの楽長（カペルマイスター）ヨーゼフ・アロイス・シュミットバウアーに出会い、音楽教育を受けた。1791年初頭から始まった数年間に及ぶ演奏旅行の途上でリンツ・ウィーンを訪れ、モーツァルトと知り合い、グラスハーモニカ五重奏のためのアダージョとロンドK.617、グラスハーモニカ独奏のためのアダージョK.356/617aを献呈され、ウィーンの演奏会で初演した。音楽出版社、劇場支配人、ブランデンブルク＝アンスバッハ宮廷の顧問官 (Expeditionsrat) だったハインリヒ・フィリップ・カール・ボスラーがキルヒゲスナーに付き添い、代理人を務めていた。
その後、1792年にプラハ、ドレスデン、ライプツィヒ、ベルリン、ハンブルク、マクデブルクを巡った。1794年から96年までの2年半をロンドンに留まって過ごし、1796年から1800年まで再び演奏旅行に出てハンブルク、コペンハーゲン、ダンツィヒ、ケーニヒスベルク、サンクトペテルブルクを巡った。1800年、ライプツィヒ近郊のゴーリス地区（今日ではライプツィヒ市内の行政地区）に居を定めたが、ここを拠点に演奏旅行を継続し、1801年にハノーファーとフランクフルト、1802年から1808年にシュトゥットガルト、ライプツィヒ、ベルリン、ウィーン、プラハを巡った。1808年夏、カールスバート（現在のチェコの温泉保養地カルロヴィ・ヴァリ）でゲーテと知り合った。シュトゥットガルトからの演奏旅行の途上、郵便馬車の事故の後遺症で重病を患い、シャフハウゼン（スイス）で没した。

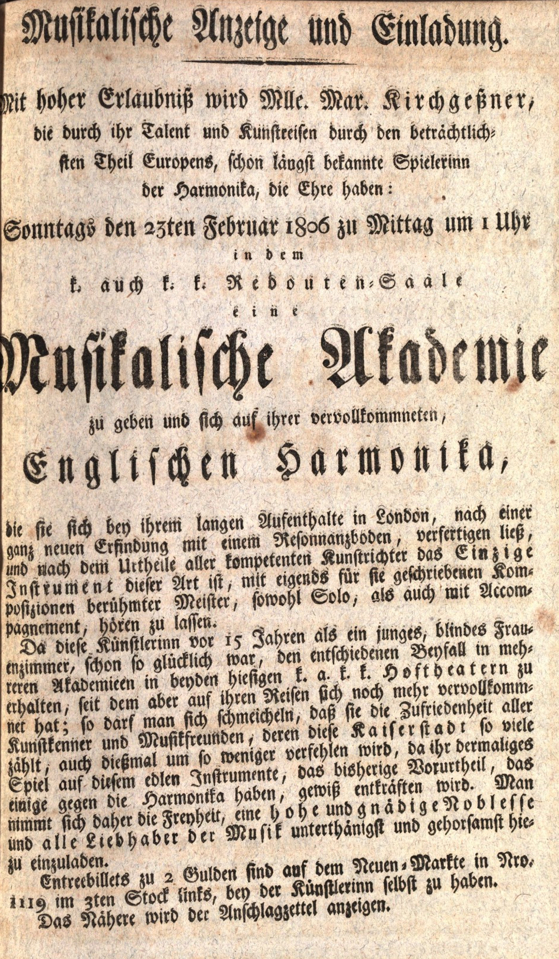
ウィーンでの演奏会の告知(1806年)